# Chronologie des pièces de William Shakespeare

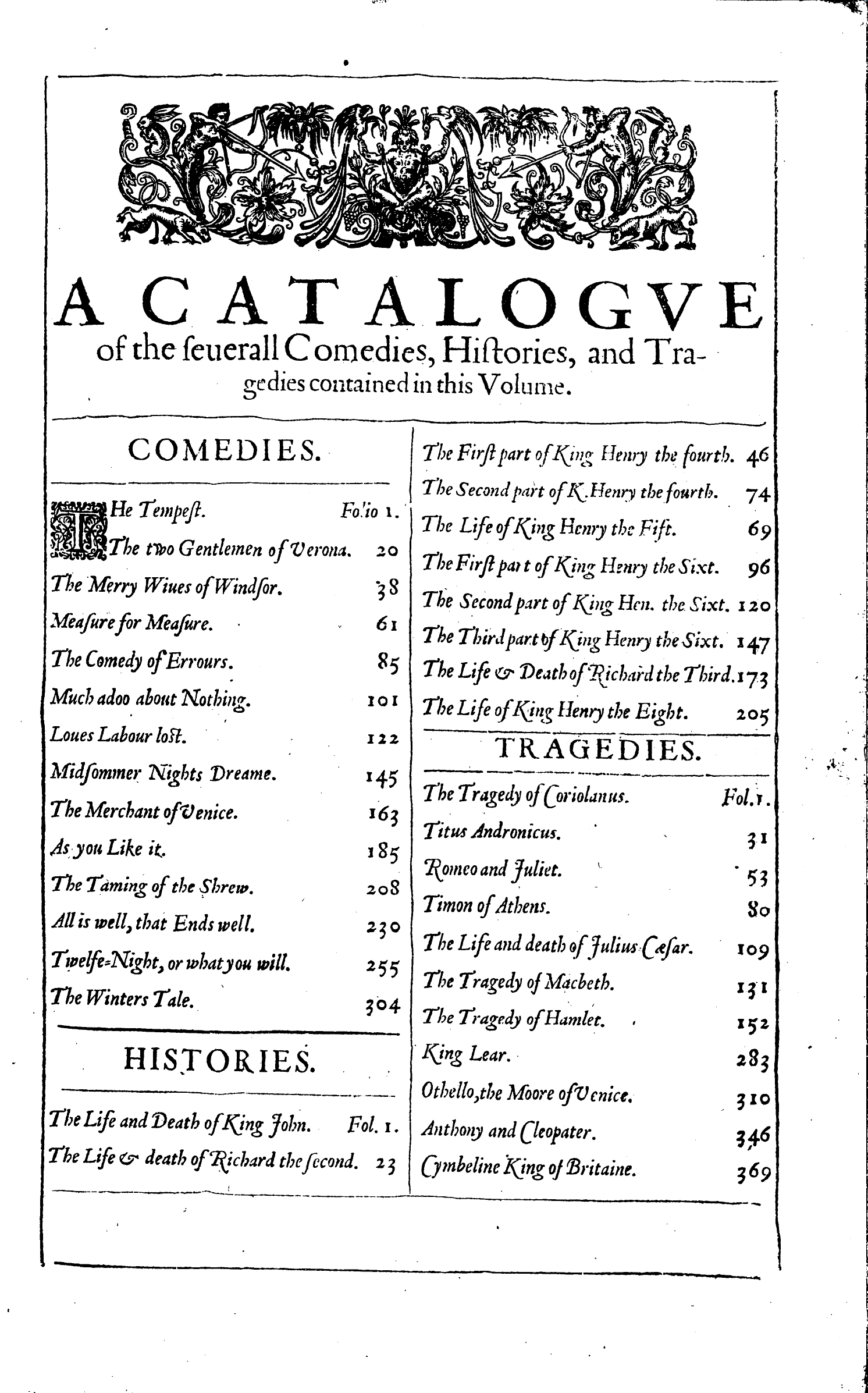
Dans le Premier Folio, publié en 1623, les pièces de Shakespeare sont présentées suivant un classement qui ne respecte pas la chronologie : comédies, drames historiques et tragédies.

La chronologie exacte des pièces de théâtre de William Shakespeare telles qu'elles ont été écrites et jouées pour la première fois est délicate à établir puisqu'il n'y a aucun registre officiel et que la plupart des pièces ont été créées plusieurs années avant leur publication.
Les éditions pirates sont les premières versions imprimées de nombreuses pièces. Le texte de bien des pièces de Shakespeare (environ la moitié) est resté inédit jusqu'au Premier Folio en 1623. Mis à part Cardenio (en) et Peines d'amour gagnées, aucune pièce de Shakespeare mentionnée par ses contemporains directs n'a échappé à la postérité. Le rôle exact qu'a tenu Shakespeare dans l'écriture de plusieurs pièces reste en débat (plusieurs d'entre elles ont été écrites en collaboration).

## Chronologie des pièces de théâtre
N.B. : en premier et entre parenthèses sont données les dates d'écriture supposées, suivies des dates de la première mention et des premières représentations (lorsqu'elles sont connues) et, à la fin, la date de la première publication. 1623 est la date de publication du Premier Folio.

### De 1590 à 1598
- Les Deux Gentilshommes de Vérone (1589-1593), une des plus anciennes pièces de Shakespeare selon les analyses des critiques, mentionnée par Francis Meres en 1598 ; première publication en 1623 dans le Premier Folio
- La Mégère apprivoisée (1590-1592), premières représentations en 1591 ou 1592 ; première publication en 1623 (Premier Folio, sous le titre (en) The Taming of the Shrew).Une pièce sensiblement différente et intitulée A Pleasant Conceited Historie, called The taming of a Shrew fut publiée en Quarto en mai 1594 (Registre des Libraires) et rééditée en 1596. Les personnages portent des noms différents et l'intrigue est simplifiée. Certains critiques pensent que la version «  a Shrew » publiée en 1594 est dérivée de la version du Premier Folio : ce serait une adaptation (pour rendre la pièce plus « romantique ») par un autre auteur que Shakespeare. Une autre hypothèse est que la version du Quarto de 1594 serait une reconstitution d'une troisième version de la pièce écrite par Shakespeare. Une pièce intitulée The Tamynge of A Shrowe fut représentée en juin 1594 dans un théâtre où la compagnie de Shakespeare jouait, donc cette pièce jouée pourrait être une ou l'autre des deux versions. Une pièce anonyme  A Knack to Know a Knave, jouée en juin 1592, emprunte des passages aux deux versions de la Mégère apprivoisée, ce qui montre que les deux versions de La Mégère apprivoisée avaient été représentées en 1592.
- Henri VI (deuxième partie) (1590-1591), pièce inscrite dans le Registre des Libraires en mars 1594 et publiée en 1594 sous le titre (en) The First part of the Contention betwixt the two famous Houses of Yorke and Lancaster [...]: and the Duke of Yorke's first claim unto the crowne.
- Henri VI (troisième partie) (1590-1591) : pièce publiée en 1595 sous le titre (en) The True Tragedie of Richard Duke of Yorke, and the death of good King Henrie the Sixt, with the Whole Contention betweene the two Houses, Lancaster and Yorke.
- Henri VI (première partie) (1590-1592), représentation mentionnée en mars 1592, pièce probablement écrite en collaboration ; une partie de la critique suppose que la première partie de Henri VI a été conçue après les deuxième et troisième parties, du fait que les parties II et III ne contiennent aucune référence aux événements de la première partie. Première publication : 1623, Premier Folio.
- Titus Andronicus (1591-1593), représentations mentionnées en janvier et février 1594, selon la première édition de 1594, la pièce a été créée en 1593-1594. Probablement écrite en collaboration avec George Peele[1], sa représentation est mentionnée en janvier 1594 dans le carnet du directeur de théâtre Philip Henslowe. Publication en  1594 (sans auteur) et dans le Premier Folio (1623).
- Richard III (1591-1593), pièce inscrite dans le Registre des Libraires en octobre 1597, premières représentations en 1592-1593, pièce publiée en 1597
- La Comédie des erreurs (1594), pièce mentionnée en 1598, une pièce intitulée La Nuit des erreurs a été jouée le 28 décembre 1594. Première publication : 1623 (Premier Folio).
- Peines d'amour perdues (1594-1596), pièce mentionnée dans deux textes en 1598 et représentée devant la Reine à Noël 1597, pièce publiée en Quarto en 1598, c'est la première pièce sur laquelle apparaît le nom de Shakespeare comme auteur. L'écriture de la pièce est datée de 1594-1595 ou 1595-1596 par les critiques.
- Roméo et Juliette (1594-1595), publications en 1597 et 1599. La pièce est inscrite dans le Registre des Libraires en 1607.
- Richard II (1594-1595), pièce inscrite dans le Registre des Libraires en août 1597, représentation attestée le 7 février 1601). On a trouvé une allusion à une représentation possible de la pièce en décembre 1595. Pièce publiée en 1597.
- Le Songe d'une nuit d'été (1594-1595), pièce mentionnée en 1598, probablement jouée le 1er janvier 1604, publiée en novembre ou décembre 1600.
- Le Roi Jean (1595-1596), pièce mentionnée en 1598, première publication en 1622.
- Le Marchand de Venise (1596-1597), pièce inscrite dans le Registre des Libraires en juillet 1598,, pièce publiée en 1600
- Henri IV (première partie) (1596-1597), pièce inscrite dans le Registre des Libraires en février 1598, premières représentations peut-être en 1597-1598, pièce publiée en 1598.
- Henri IV (deuxième partie) (1597-1599), pièce inscrite dans le Registre des Libraires en août 1600, premières représentations peut-être en 1598-1599, publication en 1600
- Les Joyeuses Commères de Windsor (1597-1598), pièce inscrite dans le Registre des Libraires en janvier 1602. Première publication en 1602. La pièce, anciennement datée, selon des analyses stylistiques, de 1600, a peut-être été écrite et jouée dès 1597 ou 1598 devant la Reine qui voulait revoir le personnage de Falstaff sur la scène.

### De 1599 à 1613
De 1599 date l'ouverture du Théâtre du Globe et de 1613, son incendie.
- Beaucoup de bruit pour rien (1598-1599), pièce inscrite dans le Registre des Libraires en août 1600, publication en  1600.
- Henry V (1598-1599), pièce inscrite dans le Registre des Libraires en août 1600, premières représentations en 1599, publication en 1600
- Jules César (1599), pièce mentionnée en septembre 1599, premières représentations en septembre 1599, première publication en 1623 (Premier Folio).
- Comme il vous plaira (1598-1600), pièce inscrite dans le Registre des Libraires en août 1600.
- Hamlet (1599-1601), pièce inscrite dans le Registre des Libraires en juillet 1602, premières représentations en 1600-1601, pièce publiée sous trois versions différentes en 1603 (Premier Quarto), 1604-1605 (Deuxième Quarto) et 1623 (Premier Folio).
- La Nuit des rois (1600-1601), pièce mentionnée en février 1602, première publication en 1623 (Premier Folio).
- Troïlus et Cressida (1600-1602), pièce inscrite dans le Registre des Libraires en février 1603, premières représentations peut-être en 1601-1602 (première représentation attestée en 1679), pièce publiée en deux versions différentes en 1609
- Mesure pour mesure (1602-1604), représentation mentionnée en décembre 1604, première publication en 1623 (Premier Folio)
- Tout est bien qui finit bien (entre 1602 et 1607), pièce difficile à dater, première publication en 1623 (Premier Folio), pas de référence avant 1623, première représentation connue en 1741
- Othello ou le Maure de Venise (1602-1604), représentation mentionnée en novembre 1604, première publication en 1622
- Le Roi Lear (1605-1606), pièce inscrite dans le Registre des Libraires en novembre 1607, mention d'une représentation de la pièce effectuée en décembre 1606, pièce publiée en 1608 dans une version contenant de nombreuses différences avec la version du Premier Folio (1623).
- Timon d'Athènes (entre 1605 et 1608), pièce difficile à dater, première publication en 1623, pas de référence avant 1623, pièce écrite en collaboration, probablement avec Thomas Middleton. La première représentation attestée date de 1674. La pièce contient des références à des événements de 1605. Le fait que la pièce ne soit pas divisée en actes placerait sa création au plus tard en 1608.
- Macbeth (1606), représentation mentionnée en avril 1611, première publication en 1623 (Premier Folio). Les critiques situent l'écriture de la pièce vers 1606 du fait des allusions à la conspiration des Poudres (octobre-novembre 1605).
- Antoine et Cléopâtre (1606-1607), pièce inscrite dans le Registre des Libraires en mai 1608, représentation mentionnée en 1608, première publication en 1623 (Premier Folio).
- Périclès, prince de Tyr (1607-1608), pièce inscrite dans le Registre des Libraires en mai 1608 et publiée en Quarto en 1609 (texte de mauvaise qualité, sous le nom de William Shakespeare), représentation mentionnée en 1608. Pièce écrite en collaboration avec George Wilkins (auteur de la première moitié de la pièce) et écartée du Premier Folio de 1623, incluse (avec six autres pièces apocryphes) dans la deuxième édition du Troisième Folio en 1664[2] et incluse dans les éditions modernes des œuvres de Shakespeare.
- Coriolan (entre 1605 et 1609), pièce difficile à dater, première publication en 1623 (Premier Folio), pas de référence avant 1623, première représentation connue en 1681.
- Le Conte d'hiver (1609-1611), représentation mentionnée en mai 1611, première publication en 1623 (Premier Folio)
- Cymbeline (1609-1610), représentation mentionnée en septembre 1611, première publication en 1623 (Premier Folio)
- La Tempête (1610-1611), représentation mentionnée le 1er novembre 1611, première publication en 1623 (Premier Folio)
- Henri VIII (1612-1613) , probablement écrit en collaboration avec John Fletcher. Son titre initial était All is true. Représentation mentionnée en juin 1613, peu avant l'incendie du théâtre du Globe le 29 juin 1613, première publication en 1623, Premier Folio.

### Pièces absentes duPremier Folio
- Édouard III (1591-1593), pièce inscrite dans le Registre des Libraires en décembre 1595 (Edward the Third and the blacke prince their warres wth kinge Iohn of Fraunce) et publiée en Quarto, sans auteur, en 1596 sous le titre The Raigne Of King Edvvard the third. Pièce absente du Premier Folio de 1623, probablement en partie écrite par Shakespeare, en collaboration avec un ou plusieurs autres auteurs (Thomas Kyd ?). Elle est également absente de la liste partielle des oeuvres de Shakespeare écrite par Francis Meres en 1598. La pièce est attribuée à Shakespeare dans le catalogue d'un libraire de 1656.
- Sir Thomas More (entre 1592 et 1604, manuscrit publié en 1844), pièce mentionnée en 1728 ; un passage de la pièce pourrait être de Shakespeare.
- Périclès, prince de Tyr (1607-1608), pièce publiée en Quarto en 1609 sous le nom de William Shakespeare, puis rééditée (avec deux autres pièces de Shakespeare) en 1619 et écartée du Premier Folio de 1623, mais incluse (avec six autres pièces apocryphes) dans la deuxième édition du Troisième Folio en 1664[2]. La moitié exactement du texte serait de Shakespeare.
- Les Deux Nobles Cousins (1612-1614), représentation mentionnée en 1619. Pièce publiée en 1634 comme écrite par Shakespeare et John Fletcher, écartée du Premier Folio de 1623 et des éditions suivantes, incluse en 1679 dans le deuxième Folio Beaumont et Fletcher qui recueillait les pièces de Fletcher et de collaborateurs ; première publication dans les œuvres complètes de Shakespeare en 1866 par Alexander Dyce (dans la deuxième édition de The Works of William Shakespeare)[3].

### Pièces perdues
- Peines d'amour gagnées (entre 1595 et 1598), pièce mentionnée par Francis Meres en 1598 ; une pièce publiée en Quarto sous ce titre est mentionnée dans une liste de 1603, mais elle n'a pas été retrouvée. On suppose que la pièce est une suite de Peines d'amour perdues ou que le titre désigne une pièce de Shakespeare connue sous un nom différent : Beaucoup de bruit pour rien ou Tout est bien qui finit bien.
- Cardenio (en) (1612-1613) : pièce perdue (écrite en collaboration avec John Fletcher), représentation mentionnée en 1613, pièce inscrite dans le Registre des Libraires en septembre 1653 comme The History of Cardenio, by Mr Fletcher and Shakespeare ; texte connu uniquement dans une adaptation de Lewis Theobald intitulée Double Falshood (1727). Certains spécialistes considèrent la pièce de 1613 (The History of Cardenio) comme une des pièces de Shakespeare écrite avec Fletcher. En 1990, Charles Hamilton a rapproché Cardenio avec une pièce connue par un manuscrit de 1611, The Second Maiden's Tragedy et attribuée à Thomas Middleton.

## Publication des pièces de Shakespeare

### Pièces publiées du vivant de Shakespeare
- 1594 :
  - Henri VI (deuxième partie), publié anonymement, avec un titre très long (The First part of the Contention betwixt the two famous Houses of Yorke and Lancaster, with the death of the good Duke Humphrey: And the banishment and death of the Duke of Suffolke, and the Tragicall end of the proud Cardinall of VVinchester, vvith the notable Rebellion of Jacke Cade: And the Duke of Yorkes first claime vnto the Crowne), réimprimé de même (sans nom d'auteur) en 1600 et avec le nom de William Shakespeare en 1619 ;
  - Titus Andronicus, texte réimprimé, toujours sans nom d'auteur, en 1600 et 1602 (deuxième et troisième quartos) (première attribution à Shakespeare dans la liste de Francis Meres en 1598 et dans le Premier Folio de 1623) ;
- 1595 : Henri VI (troisième partie), première édition anonyme parue sous le titre The True Tragedy of Richard Duke of Yorke, and the death of good King Henrie the Sixt, with the Whole Contention betweene the two Houses Lancaster and Yorke, réimprimé de même en 1600 ; et sous le nom de William Shakespeare en 1619 ;
- 1596 : Édouard III, publication sans nom d'auteur, quarto réimprimé de même en 1599 ; pièce non incluse dans le Premier Folio de 1623, première attribution à Shakespeare en 1760
- 1597 :
  - Roméo et Juliette (premier Quarto), publié anonymement, réimprimé de même en 1599 et 1609 (première  attribution à Shakespeare dans la liste de Francis Meres en 1598 et dans le Premier Folio de 1623) ;
  - Richard II, publié anonymement, réimprimé avec le nom de William Shake-speare en 1598, 1608 et 1615 ;
  - Richard III, publié anonymement, réimprimé avec le nom de William Shake-speare en 1598, 1603, 1605, 1612 et 1622 ;
- 1598 :
  - Peines d'amour perdues, publié sous le nom de W. Shakespere ;
  - Henri IV, première partie, publié anonymement, puis réimprimé avec la mention "Newly corrected by W. Shake-speare" en 1599, 1604, 1613 et 1622 ;
- 1600 (à compter de cette date, tous les nouveaux textes de Shakespeare (à part Henry V) sont imprimés avec mention de son nom) :
  - Henri IV, deuxième partie ;
  - Henri V, publié anonymement, réimprimé de même en 1602 et 1619 (première apparition du nom de Shakespeare dans le Premier Folio de 1623) ;
  - Le Marchand de Venise, réimprimé en 1619 ;
  - Beaucoup de bruit pour rien ;
  - Le Songe d'une nuit d'été, réimprimé en 1619 ;
- 1602 : Les Joyeuses Commères de Windsor, réimprimé en 1619
- 1603 : Hamlet (premier Quarto)
- 1604-1605 : Hamlet (deuxième Quarto), avec la note : « newly imprinted, and enlarged to almost as much againe as it was, according to the true and perfect Coppie », réimprimé en 1611 et 1622
- 1608 : Le Roi Lear, réimprimé en 1619 ;
- 1609 :
  - Troïlus et Cressida, publié la même année sous deux versions différentes ;
  - Périclès, prince de Tyr, texte réimprimé en 1609, 1611 et 1619,  pièce non reprise dans le Premier Folio de 1623 mais incluse dans la deuxième édition du Troisième Folio en 1664.

### Les Folios de 1619 et 1623
- En 1619, parut un False Folio contenant  trois pièces déjà publiées auparavant, mais deux anonymement :
  - deux pièces rassemblées sous le titre général  The Whole Contention betweene the Two Famous Houses, Lancaster and Yorke. With the Tragicall ends of the good Duke Humfrey, Richard Duke of Yorke, and King Henrie the sixt :
    - Henri VI (deuxième partie) : première mention du nom d'auteur en 1619 ;
    - Henri VI (troisième partie) : première mention du nom en 1619 ;

  - Pericles : déjà paru en 1609 avec le nom de Shakespeare ;
- En 1623, parut le Premier Folio, avec trois pièces qui avaient bien été publiées du vivant de Shakespeare, mais anonymement :
  - Titus Andronicus : première attribution à Shakespeare en 1598 par Francis Meres ;
  - Roméo et Juliette : première mention du nom de l'auteur en 1598 par Francis Meres ;
  - Henri V : première mention du nom d'auteur dans le Premier Folio de 1623.

### Pièces publiées après la mort de Shakespeare
Les pièces suivantes ont connu leur première impression dans le Premier Folio de 1623 (sauf Othello et Les Deux Nobles Cousins) et n'ont donc pas été publiées du vivant de Shakespeare :

#### Comédies
- Les Deux Gentilshommes de Vérone
- La Mégère apprivoisée
- La Comédie des erreurs
- Comme il vous plaira
- La Nuit des rois
- Mesure pour mesure
- Tout est bien qui finit bien
- Le Conte d'hiver
- La Tempête
- Les Deux Nobles CousinsPremière publication en 1634.

#### Tragédies
- Jules César
- Othello ou le Maure de VenisePremière publication en 1622.
- Timon d'Athènes
- Macbeth
- Antoine et Cléopâtre
- Coriolan
- Cymbeline

#### Pièces historiques
- Henri VI (première partie)
- Le Roi Jean
- Henri VIII

Le texte suivant, absent du Premier Folio, a bien été publié du vivant de Shakespeare, mais anonymement :
- Édouard III, publié en 1596 : première attribution à Shakespeare en 1656 dans le catalogue d'un libraire.

## Tableau chronologique des pièces antérieures à 1597
| Écriture   | Représen- tation           | Publication        | Genre            | Titre original et traduction                                 | Remarques |
| ---------- | -------------------------- | ------------------ | ---------------- | ------------------------------------------------------------ | --- |
| 1590-1593  | ?                          | Premier Folio 1623 | Comédie          | The Two Gentlemen of Verona Les Deux Gentilshommes de Vérone | Première mention par Francis Meres en 1598. Peut-être la première pièce de Shakespeare. |
| 1590-1593  | 1591-1592 ?                | Premier Folio 1623 | Comédie          | The Taming of the Shrew La Mégère apprivoisée                | Une pièce intitulée The Taming of a Shrewe est enregistrée le 11 juin 1594 par Henslowe. La paternité de Shakespeare pour cette pièce est disputée.                                                     |
| 1590-1592  | Avant mars 1592            | 1594               | Drame historique | Henry VI, part II Henri VI (deuxième partie)                 | The First Part of the Contention of the Two Famous Houses of York and Lancaster |
| 1590-1592  | Septembre 1592             | 1595               | Drame historique | Henry VI, part III Henri VI (troisième partie)               | Titre complet : The True Tragedy of Richard Duke of York and the Good King Henry the Sixth, with the whole Contention between the two houses Lancaster and York.                                        |
| 1591-1593  | 1593                       | 1594               | Tragédie         | Titus Andronicus                                             | The Most Lamentable Roman Tragedy of Titus Andronicus |
| 1591-1593  | 3 mars 1592                | Premier Folio 1623 | Drame historique | Henry VI, Part 1 Henri VI (première partie)                  | La pièce semble postérieure aux parties II et III d'Henry VI. Pièce probablement écrite en collaboration.                                                                                               |
| 1591-1593  | Fin de 1592, début de 1593 | Premier Folio 1623 | Drame historique | Richard III                                                  | Première mention par Francis Meres en 1598. |
| 1591-1593  | 28 décembre 1594           | Premier Folio 1623 | Comédie          | The Comedy of Errors La Comédie des erreurs                  | Création sous le titre The Night of Errors. Première mention par Francis Meres en 1598. |
| 1593-1594  | 1597 ?                     | 1598               | Comédie          | Love's Labour Lost Peines d'amour perdues                    | La pièce est la première à porter le nom de Shakespeare sur la page de titre. |
| Avant 1598 | ?                          | 1603 ?             | Comédie          | Love's Labour Won Peines d'amour gagnées                     | Pièce perdue. Pièce référencée par Francis Meres en 1598. |
| 1594-1595  | 1598                       | 1600               | Comédie          | A Midsummer Night's Dream Le Songe d'une nuit d'été          | Pièce écrite juste avant ou juste après Roméo et Juliette. |
| 1594-1595  | 1595 ?                     | 1597               | Tragédie         | Romeo and Juliet Roméo et Juliette                           | |
| 1595       | ?                          | 1597               | Drame historique | Richard II                                                   | |
| 1595-1596  | Décembre 1595 ?            | Premier Folio 1623 | Drame historique | The Life and the Death of King John Le Roi Jean              | La pièce est mentionnée par Francis Meres en 1598. |
| 1596-1597  | Avant 1600                 | 1600               | Comédie          | The Merchant of Venice Le Marchand de Venise                 | La pièce est la sixième et dernière mentionnée par Francis Meres en septembre 1598. Publiée en 1600 sous le titre The Comical History of the Merchant of Venice, or Otherwise Called the Jew of Venice. |